# Pupillo
Romário Menezes de Oliveira Jr., mais conhecido como Pupillo ou Pupillo Oliveira (Recife, 8 de março de 1975) é um baterista, compositor de trilhas sonoras e produtor musical brasileiro.
Foi membro da banda Nação Zumbi, de 1995 à 2018. Junto com Marcelo Soares e Caca Barreto fundou o selo Candeeiro Records, em 1999.
Desde 2000 vem produzindo artistas como Mundo Livre S/A, Otto, Lirinha, Céu, Gal Costa, Erasmo Carlos, Paulo Miklos e diversos outros nomes da música brasileira. Além de um currículo de peso com artistas da música brasileira, o produtor expandiu sua atuação também para a produção de trilhas sonoras no cinema.

## Carreira
Herdou o apelido do amigo que lhe dava aulas de bateira, que lhe apresentava na noite como seu pupilo. Desde tenra idade já tocava em várias bandas de Recife.
Dois meses depois do nascimento de sua primeira filha, Camila, Pupillo chegou em casa e encontrou um bilhete passado por baixo de sua porta. Era Chico Science que o convidava para integrar a Nação Zumbi, em 1995. Saiu do Recife para morar em um apartamento dividido com a Nação Zumbi na década de 1990 — primeiro no Rio de Janeiro, depois em São Paulo.
O primeiro disco a ter, de fato, a assinatura do artista como produtor foi Baião de viramundo (2000), um tributo a Luiz Gonzaga.
Na época do disco Céu (2005), o músico pernambucano começou a tocar com a cantora de mesmo nome.
Em setembro de 2018, realiza seu último show com a Nação Zumbi, no Rio de Janeiro.
Em 2020, junto com Marcelo Soares, produziu regravações de clássicos do frevo com roupagens pop, no disco Orquestra Frevo do Mundo - Vol 1, onde também é responsável pela bateria, percussão e programações. No mesmo ano, lançou o primeiro projeto autoral, Sonorado apresenta novelas, onde o músico revisita trilhas sonoras clássicas de novelas dos anos 1970, com levadas do hip-hop clássico, sob a alcunha de Sonorado.

## Projetos paralelos[5]
- Los Sebozos Postizos
- 3 na massa
- Sonantes
- Seu Jorge e Almaz
- Céu

## Discografia

### Solo
- 2020 - Orquestra Frevo do Mundo – Pupillo, Marcelo Soares
- 2020 - Sonorado Apresenta: Novelas[15]

### com Nação Zumbi
- Afrociberdelia (1996)
- CSNZ (1998)
- Rádio S.Amb.A. (2000)
- Nação Zumbi (2002)
- Propagando Ao Vivo (2004)
- Futura (2005)
- Fome de Tudo (2007)
- Ao Vivo no Recife (2012)
- Nação Zumbi (2014)

### Como produtor[16]
- 2000 - Baião de Viramundo - Tributo a Luiz Gonzaga (co-produção)
- 2002 - Mauritsstadt Dub – Multi intérpretes
- 2004 - O Outro Mundo de Manuela Rosário da banda Mundo Livre S/A
- 2007 - Simulacro de China
- 2009 - Certa manhã acordei de sonhos intranquilos de Otto (co-produção)
- 2010 - Amigo do Tempo do Mombojó (co-produção)
- 2010 - Seu Jorge and Almaz
- 2011 - Setembro de Junio Barreto
- 2011 - LIRA de Lirinha
- 2012 - The Moon 1111 de Otto
- 2012 - Idilio de Marina de La Riva (co-produção)
- 2014 - Tika de Tika
- 2016 - Tropix de Céu
- 2017 -  A Gente Mora No Agora de Paulo Miklos
- 2017 - Ottomatopeia de Otto
- 2018 - Coração Só de Tais Alvarenga
- 2018 - Amor é Isso de Erasmo Carlos
- 2018 - A Pele do Futuro de Gal Costa
- 2018 - Ultrassom de Edgar
- 2019 - Apká! de Céu
- 2019 - Não Sou Nenhum Roberto, Mas às Vezes Chego Perto de Nando Reis
- 2021 - Ultraleve de Edgar
- 2024 - Erasmo Esteves de Erasmo Carlos

### Trilha sonora para o cinema
- Baile Perfumado (1997)
- Amarelo Manga (2003)
- Baixio das Bestas (2006)
- Árido Movie (2006)
- Sólo Dios Sabe (2006)
- Linha de Passe (2008)
- Besouro (2008)
- Jardim Atlântico (2012)
- Quase Samba (2013)
- Sangue Azul (2015)

## Vida pessoal
É casado com a cantora paulistana Céu, com quem teve seu segundo filho, Antonino, em fevereiro de 2018.